# Parantennaria uniceps
 Parantennaria uniceps  (F.Muell.) Beauverd, 1911 è una specie di pianta angiosperma dicotiledone della famiglia delle Asteraceae (sottofamiglia Asteroideae, tribù Gnaphalieae e sottotribù Gnaphaliinae).  Parantennaria uniceps è anche l'unica specie del genere  Parantennaria  Beauverd, 1911.

## Etimologia
L'etimologia di Parantennaria è dovuta alla sua somiglianza con il genere Antennaria, ma con capolini più piccoli. Il nome Parantennaria è composto dalle parole greche "para" (= quasi) e "antennaria", che si riferisce al genere Antennaria.  L'epiteto specifico (uniceps) significa "con un unico capo". Questo perché la pianta ha un solo capolino alla sommità dello stelo.
Il nome scientifico della specie è stato definito dal botanico Gustave Beauverd (1867-1942) nella pubblicazione " Bulletin de la Société Botanique de Genève. Geneva" ( Bull. Soc. Bot. Genève ser. 2, 3: 256) del 1911. Il nome scientifico del genere è stato definito nella stessa pubblicazione.

## Descrizione
Portamento. La specie di questa voce ha un habitus di tipo erbaceo perenne dioico. I cauli di queste piante sono provvisti del floema, ma non di canali resiniferi; mentre i sesquiterpeni lattoni sono normalmente assenti (piante senza lattice).
Fusto. La parte aerea in genere è eretta e scaposa e spesso si presenta alla base con un ciuffo fitto o brevemente strisciante. Sono inoltre piante stolonifere. Altezza media: 1 – 3 cm.
Foglie. Le foglie in sono disposte in modo alternato e fitto e sono quasi sempre sessili (la base è aderente al fusto). La lamina è intera e piatta con forme generalmente strette (lineari o lineari-cuneate), apice acuto e mucronato; i margini sono continui a volte revoluti (o concavi). La superficie è tomentosa o lanosa su entrambe le superfici (quella abassiale può essere glabra). Dimensione delle foglie: larghezza 0,5 – 2 mm; lunghezza 7 – 15 mm.
Infiorescenza. Le sinflorescenze sono composte da capolini solitari. Le infiorescenze vere e proprie sono formate da un capolino terminale di tipo disciforme (con fiori eterogami). I capolini sono formati da un involucro, con forme da emisferiche a campanulate, composto da diverse brattee, al cui interno un ricettacolo fa da base ai fiori. Le brattee, glabre o pelose a consistenza cartacea, colorate (brune o violacee) e con forme da lanceolate a oblungo-ellittiche, sono disposte in modo più o meno embricato su 3 - 4 serie e possono essere connate alla base (strati di stereoma indiviso);  talora possono avere un margine ialino. Il ricettacolo è senza pagliette a protezione della base dei fiori; la forma è piatta. Diametro dei capolini: 4 – 6 mm. Lunghezza delle brattee: 3 – 5 mm.
Fiori.  I fiori sono tetra-ciclici (formati cioè da 4 verticilli: calice – corolla – androceo – gineceo) e pentameri (calice e corolla formati da 5 elementi). Sono inoltre tubulosi, attinomorfi e si distinguono in:
- fiori del disco esterni: sono femminili e filiformi a 2 - 4 denti:
- fiori del disco centrali: sono funzionalmente maschili; la forma è tubulare a 4 - 5 denti.

In questo gruppo di piante i fiori radiati (ligulati o del raggio) sono assenti; a volte sono confusi con i fiori femminili (tubulosi) del disco esterno più o meno sub-zigomorfi con un lembo piatto e possono essere interpretati come fiori del raggio. Inoltre essendo la specie dioica i due tipi di fiori a volte non sono presenti contemporaneamente.
- Formula fiorale:

*/x K {\displaystyle \infty }, [C (5), A (5)], G 2 (infero), achenio
- Calice: i sepali del calice sono ridotti ad una coroncina di squame.
- Corolla: la forma della corolla normalmente è tubolare; i lobi hanno una forma deltata o più o meno lanceolata. I colori della corolla sono porpora.
- Androceo: l'androceo è formato da 5 stami sorretti da filamenti generalmente liberi; gli stami sono connati e formano un manicotto circondante lo stilo; le teche (produttrici del polline) sono prive di sperone, ma hanno la coda (una sola e sono sagittate); le appendici apicali delle antere hanno delle forme da ovate a lineari e piatte; il tessuto endoteciale (rivestimento interno dell'antera) è quasi sempre polarizzato (con due superfici distinte: una verso l'esterno e una verso l'interno). Il polline è di tipo echinato (con punte sporgenti) a forma sferica è formato inoltre da due strati di ectesine, mentre lo strato basale è spesso e regolarmente perforato (tipo “gnafaloide”).[7]
- Gineceo: l'ovario è infero uniloculare formato da 2 carpelli. Lo stilo (il recettore del polline) è intero o biforcato con due stigmi nella parte apicale. Gli stigmi hanno una forma troncata; possono essere ricoperti da minute papille o avere dei penicilli apicali e dorsali oppure sono glabri. Le superfici stigmatiche sono separate.[7]
- Fioritura: estiva.

Frutti. I frutti sono degli acheni con pappo. Gli acheni sono piccoli a forma variabile da oblunga a obovoidale; la superficie è glabra; il pericarpo può essere percorso longitudinalmente da alcuni fasci vascolari. Il pappo è formato da setole capillari (piumose o barbate) libere. Lunghezza degli acheni: 0,6 – 1 mm. Lunghezza del pappo: 3 – 4 mm.

## Biologia
Impollinazione: l'impollinazione avviene tramite insetti (impollinazione entomogama tramite farfalle diurne e notturne).

Riproduzione: la fecondazione avviene fondamentalmente tramite l'impollinazione dei fiori (vedi sopra).

Dispersione: i semi (gli acheni) cadendo a terra sono successivamente dispersi soprattutto da insetti tipo formiche (disseminazione mirmecoria). In questo tipo di piante avviene anche un altro tipo di dispersione: zoocoria. Infatti gli uncini delle brattee dell'involucro (se presenti) si agganciano ai peli degli animali di passaggio disperdendo così anche su lunghe distanze i semi della pianta. Inoltre per merito del pappo il vento può trasportare i semi anche a distanza di alcuni chilometri (disseminazione anemocora).

## Distribuzione e habitat
La specie di questa voce è distribuita in Australia sud-est. Habitat: cresce ad altitudini più elevate in habitat alpini e subalpini, ad altitudini più basse in canaloni freddi e umidi.

## Tassonomia
La famiglia di appartenenza di questa voce (Asteraceae o Compositae, nomen conservandum) probabilmente originaria del Sud America, è la più numerosa del mondo vegetale, comprende oltre 23.000 specie distribuite su 1.535 generi, oppure 22.750 specie e 1.530 generi secondo altre fonti (una delle checklist più aggiornata elenca fino a 1.679 generi). La famiglia attualmente (2021) è divisa in 16 sottofamiglie; la sottofamiglia Asteroideae è una di queste e rappresenta l'evoluzione più recente di tutta la famiglia.

### Filogenesi
Il genere della specie di questa voce è descritto nella tribù Gnaphalieae, una delle 21 tribù della sottofamiglia Asteroideae. Da un punto di vista filogenetico, la tribù Gnaphalieae fa parte del supergruppo (o sottofamiglia) "Asteroideae grade"; l'altro è il supergruppo "Non-Asteroideae" contenente il resto delle sottofamiglie delle Asteraceae. All'interno del supergruppo è vicina alle tribù Senecioneae, Calenduleae, Astereae e Anthemideae.
La sottotribù Gnaphaliinae è caratterizzata da portamenti di vario tipo con specie ginomonoiche e monoiche, da foglie con margini interi, da capolini disciformi omogami o eterogami e raramente radiati (o subradiati), dallo stilo con rami troncati e superfici stigmatiche separate apicalmente, da acheni glabri o con tricomi allungati e pappo ridotto.
Il genere  Parantennaria della specie di questa voce appartiene al gruppo Australasian clade, un gruppo informale monofiletico della sottotribù Gnaphaliinae diviso in quattro sottocladi: Angianthus (specie effimere dell'Australia occidentale), Waitzia (specie perenni dell'Australia orientale), Cassinia (specie con portamento arbustivo) e Euchiton (specie perenni simili a piante lanose e alpine). In particolare il genere di questa voce, insieme al genere Basedowia E.Pritz, è posizionato alla base dell'intero gruppo dell'Australasian clade (in base agli ultimi studi filogenetici la specie Parantennaria uniceps potrebbe essere "sorella di tutto il resto del gruppo Australasian clade)..
I caratteri distintivi della specie  Parantennaria uniceps sono:
- queste piante sono dioiche e stolonifere;
- la parte abassiale delle foglie è glabra;
- le setole del pappo sono libere.

### Sinonimi
Sono elencati alcuni sinonimi per questa entità:
- Antennaria uniceps F.Muell.